# Sonic the Hedgehog (jogo eletrônico de 1991)
Sonic the Hedgehog (japonês: ソニック・ザ・ヘッジホッグ, Hepburn: Sonikku za Hejjihoggu) é um jogo eletrônico de plataforma produzido pela Sonic Team e publicado pela Sega para o Sega Genesis/Mega Drive. Foi lançado originalmente na América do Norte em 23 de junho de 1991 e na região PAL no mês seguinte. O jogo segue a história do ouriço antropomórfico chamado Sonic em sua missão de derrotar o Doutor Eggman, um cientista que aprisionou animais em robôs e roubou as mágicas Esmeraldas do Caos. A jogabilidade de Sonic the Hedgehog envolve coletar anéis como forma de ganhar vidas e um esquema de controle simples, com saltos e ataques controlados por um único botão.
O desenvolvimento começou em 1990, quando a Sega ordenou a sua equipe de produção AM8 a criação de um jogo com um mascote para a empresa. Depois de considerarem várias sugestões, eles escolheram um ouriço azul com espinhos ao longo de sua cabeça e espinha e se renomearam "Sonic Team" para combinar com a personagem. Sonic the Hedgehog, projetado para ter uma jogabilidade rápida, foi influenciado pelos jogos da série Super Mario, criada por Shigeru Miyamoto. O jogo usa uma técnica inovadora que permite ao sprite de Sonic rolar ao longo de um cenário curvo, originada numa demonstração criada pelo programador Yuji Naka. A música foi composta por Masato Nakamura da banda de J-pop Dreams Come True.
O jogo foi bem recebido pela crítica, sendo considerado um dos melhores da história, com elogios dados aos seus efeitos visuais, áudio e jogabilidade. Além disso, foi comercialmente bem sucedido, estabelecendo o Genesis/Mega Drive como um dos consoles-chave da era de 16 bits, permitindo-lhe competir com o Super Nintendo Entertainment System da Nintendo. O jogo também recebeu vários portes e inspirou a criação de vários clones, gerando uma franquia de sucesso nos anos seguintes, bem como adaptações para outros meios de comunicação, vendendo 23.982.960 cópias.

## Jogabilidade
Sonic the Hedgehog é um jogo de plataformas em deslocação lateral (side-scrolling) 2D, cuja jogabilidade centra-se na capacidade de Sonic correr a alta velocidade através de níveis que incorporam molas, encostas, quedas altas, e loops verticais. Os níveis também têm perigos na forma de robots ("badniks" nos manuais ocidentais), dentro dos quais o Dr. Eggman aprisionou animais. Destruir um robot liberta o animal dentro dele, mas tal não é necessário para completar o jogo. O jogador deve evitar filas de espinhos afiados, cair em poços sem fundo, ser esmagado por paredes e plataformas movediças e a morte por afogamento (que pode ser evitada através da respiração bolhas de ar lançadas periodicamente por ventilações). O principal ataque de Sonic é a sua própria rotação, quando se enrola fica como uma bola e gira rapidamente (causando danos aos inimigos e em alguns obstáculos). O ataque pode ser feito quando o jogador salta ou rola no chão.

Imagem do Green Hill Zone, o primeiro nível do jogo

Espalhados pelos níveis estão anéis de ouro, e colecionando 100 recompensa o jogador com uma vida extra. Os anéis são uma proteção contra os perigos; se Sonic tiver pelo menos um anel, consegue sobreviver ao colidir com um inimigo (ou obstáculo). No entanto, os anéis espalham-se; piscando e desaparecendo em poucos segundos se não forem apanhados de novo. Se Sonic sofre danos sem ter anéis, perde uma vida. Embora os escudos e a invencibilidade temporária podem ser recolhidos para fornecer proteção adicional, alguns perigos (como afogamento, esmagamento, cair num abismo sem fundo ou ficar sem tempo) fazem Sonic perder uma vida, independentemente dos anéis ou de outra protecção.
O jogo está dividido em seis zonas (Green Hill Zone, Marble Zone, Spring Yard Zone, Labyrinth Zone, Star Light Zone e Scrap Brain Zone), cada uma com o seu próprio estilo visual e inimigos. O jogador tem de ultrapassar cada zona (subdivididas em três atos) para progredir. No final do terceiro acto de cada zona, o jogador confronta o Dr. Eggman (que conduz um veiculo diferente de cada vez) numa luta de chefe. Depois da sexta zona, o jogador passa diretamente para a Zona Final, para um último embate com Eggman. Cada zona começa com três vidas (power-ups e anéis acrescentam mais), que se perdem quando Sonic está sem anéis e colide com inimigos (ou objetos), quando cai em sítios sem fundo ou excede o tempo limite de 10mn. Os postes de iluminação servem como pontos de controle intermédios (checkpoint), permitindo que Sonic regresse ao que ativou mais recentemente quando este perde uma vida. Se perde uma vida como consequência de ter passado o tempo limite mas tem ainda outra, o temporizador fica a 0:00 quando este regressa ao ponto de controlo. Se todas as vidas são perdidas, aparece o ecrã de game over (onde o jogador pode regressar ao inicio do ato com três vidas se tiver algum continue disponível).
Se Sonic tiver em sua posse pelo menos cinquenta anéis quando chega ao fim do ato um ou ato dois de uma zona, aparece um anel enorme que se pode aceder com um salto. Ao fazê-lo o jogador entra num Nível Especial (Special Stage), ou uma "Zona Secreta", como descrito no manual original. Em cada um dos seis Níveis Especiais, Sonic está em constante rotação numa espécie de labirinto rotativo com paredes e molas. Apesar do jogador ganhar um "continue" por cada cinquenta anéis recolhidos, o principal objectivo dos Níveis Especiais é obter a Esmeralda do Caos, que se encontra no fim do labirinto. O Nível Especial acaba se o jogador colidir com o "bloqueio de objetivo".

## Enredo
Numa tentativa de roubar as seis Esmeraldas do Caos e aproveitar o seu poder para controlar o mundo, o Dr. Ivo Robotnik (conhecido como Dr. Eggman na versão japonesa) aprisionou os animais da Ilha do Sul dentro de robots agressivos e de cápsulas metálicas estacionárias. O jogador controla Sonic, cujo objectivo é parar os planos de Robotnik, salvando os animais e colecionar as Esmeraldas para ele próprio. Se o jogador consegue recolher todas as Esmeraldas e completar o jogo, é mostrado no fim uma sequência final como recompensa. Se as Esmeraldas não forem todas recolhidas, o Robotnik goza com o jogador.